# Obila umbrinata
Obila umbrinata är en fjärilsart som beskrevs av Achille Guenée 1859. Obila umbrinata ingår i släktet Obila och familjen mätare. Inga underarter finns listade i Catalogue of Life.